# Poljana (Požarevac)
Poljana (em cirílico:Пољана) é uma vila da Sérvia localizada no município de Požarevac, pertencente ao distrito de Braničevo, na região de Braničevo. A sua população era de 1499 habitantes segundo o censo de 2006.

## Demografia
| 1948  | 1953  | 1961  | 1971  | 1981  | 1991  | 2002  |
| ----- | ----- | ----- | ----- | ----- | ----- | ----- |
| 2 774 | 2 867 | 2 712 | 2 519 | 2 302 | 2 153 | 1 610 |